# Samcheok
Samcheok (Hán Việt: Tam Trắc) là một thành phố Hàn Quốc, thuộc tỉnh Gangwon.